# Ueli Christen
Ueli Christen (né le 21 avril 1962 à Lucerne) est un monteur suisse.

## Biographie
Il étudie à partir de 1983 à la Hochschule für Fernsehen und Film München.
Il fut nommé au Deutscher Filmpreis en 2008 pour La Vague et Nous sommes la nuit en 2011.

## Filmographie

### Cinéma
- 1991 : Der gute Kurt
- 1992 : Kleine Haie
- 1992 : Schlag dein Tier
- 1994 : Les Croisés de l'espace
- 1994 : Les Nouveaux Mecs
- 1996 : Das Superweib
- 1997 : Harald
- 1997 : Die Apothekerin
- 1998 : Der Campus
- 1998 : La Girafe
- 1999 : Long Hello and Short Goodbye
- 2000 : Anatomie
- 2000 : Kalt ist der Abendhauch
- 2001 : Ausflug
- 2001 : Boran
- 2002 : Knallharte Jungs
- 2003 : Le Miracle de Berne
- 2004 : Der Wixxer
- 2004 : Germanikus
- 2005 : Der Schatz der weißen Falken
- 2006 : Vier Töchter
- 2007 : Kein Bund fürs Leben
- 2007 : Les trois jeunes détectives: Le secret de l'île aux fantômes
- 2008 : La Vague
- 2009 : Le Club des crocodiles
- 2009 : Les trois jeunes détectives: Le manoir de la terreur
- 2010 : Les Crocodiles 2
- 2010 : Nous sommes la nuit
- 2010 : Sennentuntschi
- 2011 : Crocodiles, amis pour la vie
- 2011 : Vic le viking 2: Le marteau de thor
- 2012 : Omamamia
- 2012 : Vatertage - Opa über Nacht
- 2013 : Am Hang
- 2013 : Da geht noch was
- 2014 : Zones intimes
- 2015 : La Maître d'escrime
- 2016 : Mechanic: Resurrection
- 2016 : Radio Heimat
- 2017 : Whatever Happens
- 2018 : Jim Knopf und Lukas der Lokomotivführer
- 2025 : Exterritorial de Christian Zübert

### Courts-métrages
- 1987 : Nachts
- 1988 : Schwerelos
- 1989 : Kuss Isabelle
- 1989 : Salz für das Leben
- 1993 : Die Nacht des Photographen

### Télévision

#### Séries télévisées
- 1992-2007 : Tatort
- 2004 : Le Temps des cerises
- 2014 : Kommissarin Lucas
- 2018 : Das Boot

#### Téléfilms
- 1993 : Neues Deutschland
- 1994 : Die Schamlosen
- 2002 : Und die Braut wusste von nichts
- 2005 : Tendres ennemies
- 2006 : Ensemble pour l'éternité
- 2006 : Leo
- 2010 : In aller Stille
- 2010 : Wie ein Licht in der Nacht
- 2014 : Auf der Straße
- 2015 : Mein vergessenes Leben
- 2018 : Gladbeck